# 里爾城塞

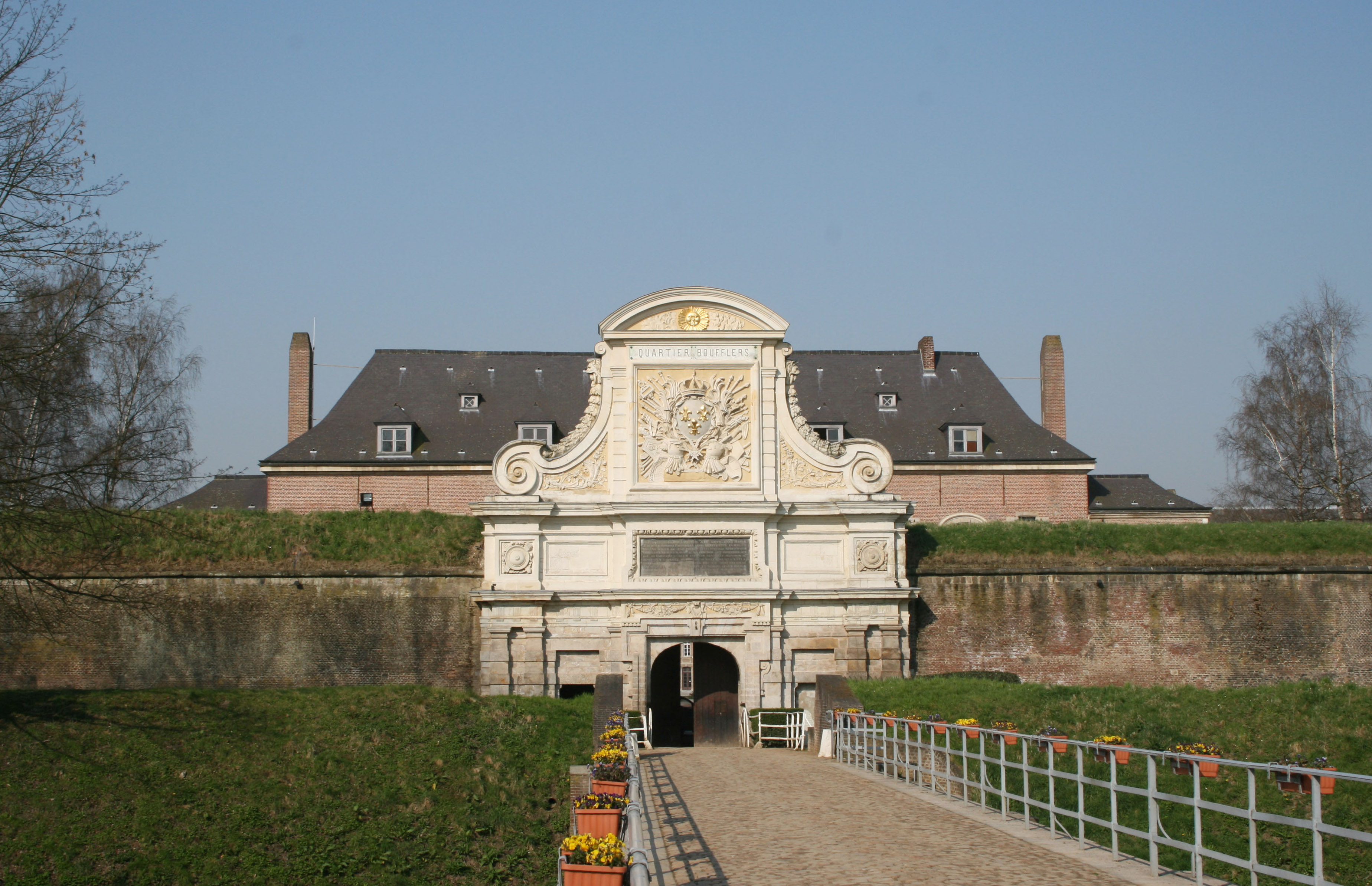
入口

里爾城塞（法語：Citadelle de Lille）是位於法國城市里爾的一處要塞建築。里爾城塞修建於1667年至1670年間，有「城塞皇后」之稱，由塞巴斯蒂安·勒普雷斯特雷·德·沃邦設計。